# Forschungsvereinigung der Arzneimittelhersteller
Die Forschungsvereinigung der Arzneimittelhersteller e. V. (FAH) ist eine Vereinigung von in der Arzneimittelindustrie tätigen Unternehmen zur gemeinschaftlichen, vorwettbewerblichen Forschung mit Sitz in Bonn. Zusätzlich zur Organisation und Durchführung der Gemeinschaftsforschung vertritt die Vereinigung die Interessen der mittelständischen Arzneimittelindustrie gegenüber Ministerien und Behörden.
Ziel der FAH ist es, firmenübergreifend die Zusammenarbeit von Forschungs- und Entwicklungsarbeiten im Bereich des Vorwettbewerbs zu organisieren und durchzuführen.

## Geschichte
1992 gründete der Bundesverband der Arzneimittel-Hersteller zusammen mit pharmazeutischen Unternehmen die Forschungsvereinigung der Arzneimittel-Hersteller als wissenschaftliche Einrichtung für die Gemeinschaftsforschung durch vorwiegend kleine und mittelständische Arzneimittel-Hersteller.
Die FAH ist Mitglied der Arbeitsgemeinschaft industrieller Forschungsvereinigungen „Otto von Guericke“.
Die FAH hilft beim Transfer von Forschungsergebnissen in die Praxis und dient als Diskussionsplattform für unternehmensübergreifende Themen, deren Ergebnisse dann in die Praxis transferiert werden.

## Arbeitsgebiete
- Analytik, Galenik, regulatorische Vorgaben
- Arzneipflanzenproduktion
- Nachhaltigkeit
- Bioverfügbarkeit und Präklinik
- Hygiene
- Lean Management u. a.